# 존 세더
존 세더(Jon Cedar, 1931년 1월 22일 ~ 2011년 4월 14일)는 미국의 각본가, 배우, 영화 프로듀서, 연극 배우, 텔레비전 배우이다.
디트로이트에서 태어났으며 로스앤젤레스에서 사망하였다. 사인은 백혈병이다.

## 영화
- 소행성 (1997년)
- 머더 인 마인드 (1997년)
- 인터셉터 (1992년)
- 죽음의 사자 (1988년)
- FBI 아카데미 (1988년)
- 전쟁과 사랑 (1987년)
- 죽음의 추적자 (1981년)
- 뿌리 - 그 다음 세대 (1979년)
- 에어포트 79 (1979년)
- 카리브해의 대해적 (1976년)
- 폭시 브라운 (1974년)
- 명탐정 바나비 존즈 (1973년)
- 제5전선 (1966년)
- 호간의 영웅들 (1965년)